# Kai-Peter Malina
Kai-Peter Malina (* 29. Oktober 1989 in Paderborn) ist ein deutscher Schauspieler.

## Leben und Wirken
Kai-Peter Malina spielte an der Seite von Ann-Kathrin Kramer im Alter von 18 Jahren in dem ZDF-Film Die Weihnachtswette die Hauptrolle. In der Fernsehserie Stromberg ist er in neun Episoden zu sehen. Seine Hauptrolle im Spielfilm Lore brachte ihm den Deutschen Schauspielerpreis 2013 in der Kategorie „Bester Schauspieler Nachwuchs“ ein.

## Filmografie

### Kino
- 2007: Mein Freund aus Faro
- 2008: Das weiße Band – Eine deutsche Kindergeschichte
- 2008: Verreckt (Kurzfilm)
- 2009: Heimspiel (Kurzfilm)
- 2010: Zweiakter (Kurzfilm)
- 2012: Lore

### Fernsehen
- 2007: Die Weihnachtswette
- 2007: Spurlos – Alles muss versteckt sein
- 2007: SOKO Köln – Gefrorene Tränen
- 2007: Mord mit Aussicht
- 2008: Patchwork
- 2008: 112 – Sie retten dein Leben (1 Episode)
- 2008: Der Alte – Opfer Nr. 4
- 2008: Hallo Robbie!
- 2008: Der kleine Mann
- 2008: 112 – Sie retten dein Leben (1 Episode)
- 2009: Großstadtrevier – Auf große Fahrt
- 2009: Stromberg – Achim Dörfler
- 2009: Küstenwache – Russisch Roulette
- 2009: Stolberg – Vater und Sohn
- 2010: SOKO Leipzig (Fernsehserie, 1 Folge)
- 2010: Notruf Hafenkante (Fernsehserie, Folge Grabräuber)
- 2011: Tatort – Gestern war kein Tag
- 2011: Polizeiruf 110: Leiser Zorn
- 2011: Tatort – Auskreuzung
- 2011: Am Ende die Hoffnung
- 2012: Der letzte Bulle (Fernsehserie, 1 Folge)
- 2013: Das Adlon. Eine Familiensaga
- 2013: SOKO Leipzig (Fernsehserie, 1 Folge)
- 2014: Momentversagen
- 2014: Ein starkes Team – Der Freitagsmann
- 2015: Bettys Diagnose (Fernsehserie, 1 Folge)
- 2015: SOKO Leipzig (Fernsehserie, 1 Folge)
- 2015: Tatort – Côte d’Azur
- 2016: Der Bozen-Krimi: Das fünfte Gebot
- 2016: Letzte Ausfahrt Gera – Acht Stunden mit Beate Zschäpe
- 2017: Rentnercops (Fernsehserie, 1 Folge)
- 2017: In aller Freundschaft – Die jungen Ärzte (Fernsehserie, 1 Folge)